# 21-es vízibusz (Velence)
A velencei 21-es jelzésű vízibusz Velence északi részét kötötte össze a mestrei San Giulianoval. A viszonylatot az ACTV üzemeltette.

## Története
1998-ig, a régi 21-es jelzésű vízibusz megszűnéséig a Riva degli Schiavoni és a Lido, San Nicolò megállók között közlekedett. Eredetileg érintette a Lido, Santa Maria Elisabetta megállóhelyet is, de ezt később megszüntették.
2011-ben ismét indítottak 21-es jelzéssel járatot, de teljesen más útvonalon. Ez a régi 25-ös járat 21-esre átszámozott utódja. 2014-ben kihasználatlanság miatt megszűnt.
A 21-ös járat története:
| Időszak     | Járat- szám | Megállók                                                                                       |
| ----------- | ----------- | ---------------------------------------------------------------------------------------------- |
| 1984 – 1989 | 21          | Riva degli Schiavoni – Giardini – Sant’Elena – Lido, Santa Maria Elisabetta – Lido, San Nicolò |
| 1990 – 1998 | 21          | Riva degli Schiavoni – Giardini – Sant’Elena – Lido, San Nicolò                                |
| 2011 – 2014 | 21          | San Giuliano – Fondamente Nove – Ospedale                                                      |

## Megállóhelyei
| sz. | idő (perc) | megállóhely neve           | sz. | idő (perc) | látnivalók                              |
| --- | ---------- | -------------------------- | --- | ---------- | --------------------------------------- |
| 0   | 0          | San Giuliano               | 2   | 27         | Mestre, San Giuliano                    |
| 1   | 24         | Fondamente Nove (Linea 13) | 1   | 3          | Gesuiti                                 |
| 2   | 27         | Ospedale                   | 0   | 0          | Santi Giovanni e Paolo, Ospedale Civile |